# Funkcionális követelmény
A szoftverfejlesztésben és a rendszermérnökségben a funkcionális követelmény egy rendszer vagy annak egy komponense funkcióját határozza meg, ahol a funkció a bemenetek és kimenetek közötti viselkedés összefoglalásaként (vagy specifikációjaként vagy kijelentéseként) írják le.
A funkcionális követelmények magukban foglalhatnak számításokat, műszaki részleteket, adatkezelést és -feldolgozást, valamint egyéb speciális funkciókat, amelyek meghatározzák, hogy a rendszernek mit kell elérnie. A viselkedési követelmények minden olyan esetet leírnak, amikor a rendszer használja a funkcionális követelményeket, ezeket a használati esetek rögzítik. A funkcionális követelményeket nem funkcionális követelmények (más néven "minőségi követelmények") támasztják alá, amelyek korlátokat szabnak a tervezésnek vagy a megvalósításnak (például teljesítménykövetelmények, biztonság vagy megbízhatóság). Általában a funkcionális követelményeket a "rendszernek meg kell tennie <követelmény>" formában, míg a nem funkcionális követelmények a "rendszernek<követelmény>" formában  kell lennie. A funkcionális követelmények megvalósításának tervét a rendszerterv részletezi, míg a nem funkcionális követelményeket a rendszer architektúrája részletezi.
A követelménytervezésben a funkcionális követelmények meghatározzák a rendszer konkrét eredményeit. Ezt szembe kell állítani a nem funkcionális követelményekkel, amelyek az általános jellemzőket, például a költséget és a megbízhatóságot határozzák meg. A funkcionális követelmények vezérlik a rendszer alkalmazásarchitektúráját, míg a nem funkcionális követelmények a rendszer technikai architektúráját.
Egyes esetekben a követelményelemző használati eseteket generál a funkcionális követelménykészlet összegyűjtése és érvényesítése után. A funkcionális követelmények összegyűjtésének és megváltoztatásának hierarchiája tágabb értelemben a következő: felhasználó/ érdekelt felek kérése → elemzés → használati eset → beépítés. Az érintettek kérelmet nyújtanak be; a rendszermérnökök megpróbálják megvitatni, megfigyelni és megérteni a követelmény szempontjait; használati esetek, entitáskapcsolati diagramok és egyéb modellek készülnek a követelmény érvényesítésére; és ha dokumentálják és jóváhagyják, a követelményt végrehajtják/beépítik. Minden használati eset viselkedési forgatókönyveket mutat be egy vagy több funkcionális követelményen keresztül. Az elemző gyakran azonban azzal kezdi, hogy előhívja a használati eseteket, amelyekből az elemző levezetheti azokat a funkcionális követelményeket, amelyeket meg kell valósítani ahhoz, hogy a felhasználó elvégezhesse az egyes használati eseteket.

## Folyamat
Egy tipikus funkcionális követelmény tartalmaz egy egyedi nevet és számot, egy rövid összefoglalót és egy indoklást.  Ezek az információk segítenek az olvasónak megérteni, miért van szükség a követelményre, és nyomon követni a követelményt a rendszer fejlesztése során. A követelmény lényege a szükséges viselkedés leírása, amelynek világosnak és olvashatónak kell lennie. A leírt viselkedés származhat szervezeti vagy üzleti szabályokból, vagy felfedezhető a felhasználókkal, érdekelt felekkel és a szervezet más szakértőivel folytatott felhívások során. A használati eset fejlesztése során számos követelményre derülhet fény. Amikor ez megtörténik, a követelményelemző létrehozhat egy ideiglenes követelményt névvel és összefoglalóval, és később utánanézhet a részleteknek, amelyeket akkor kell kitölteni, amikor jobban ismertek.

## Fordítás
Ez a szócikk részben vagy egészben  a   Functional requirement című angol Wikipédia-szócikk ezen változatának fordításán alapul.  Az eredeti cikk szerkesztőit annak laptörténete sorolja fel. Ez a jelzés csupán a megfogalmazás eredetét és a szerzői jogokat jelzi, nem szolgál a cikkben szereplő információk forrásmegjelöléseként.